# Mymoorapelta
Mymoorapelta ("štit Mygatt-Moorea") bio je rod ankilosaura iz razdoblja jure (kimmeridigij - tithonij, prije 155 - 145 milijuna god.) iz formcije Morrison (član Brushy Basin) sa zapada Kolorada. Taj je takson poznat iz dijelova neartikulirane lubanje, dijelova tri različita kostura i ostalih postkranijalnih elemenata. Bio je prisutan u stratigrafskim zonama 4 i 5 formacije Morrison.

## Osobine
S dužinom od oko 3 metra Mymoorapelta je bila malen ankilosaur. Osobina svih pripadnika ove skupine bile su koštane ploče (osteodermi), koji su na tijelu formirali štit. Iznad zdjelice nalazio se srasli koštani štit koji se u sličnom obliku nalazio i kod ostalih ankilosaura (npr. Polacanthusa), no točan raspored koštanih ploča nije poznat. Mymoorapelta se pokretala četveronoške, a udovi su bili kratki i snažni. Lubanja je poznata samo iz nekoliko dijelova, ali zna se da su zubi bili maleni i u obliku lista, prilagođeni biljnoj ishrani kao i kod svih ankilosaura. Primitivna osobina ovog ankilosaura je neokludiran acetabulum (ležišni dio kuka).

## Sistematika
Trenutno postoje kontroverze po pitanju pozicije ovog roda u skupini Ankylosauria. Vickaryous et al. (2004.) promatraju ga kao Ankylosauria incertae sedis, dok ga Kirkland i Carpenter (1994.) svrstavaju u porodicu Polacanthidae. Nova kladistička analiza koju su 2011. proveli Thompson et al. ukazuje na to da je Mymoorapelta primitivan nodosaurid. Do danas je poznata samo jedna vrsta koja pripada ovom takson, M. maysi. Zajedno s vrstom Gargoyleosaurus parkpinorum, Mymoorapelta je jedan od najranijih poznatih ankilosaura te omogućava pogled na ranu evoluciju i diversifikaciju te grupe dinosaura.